# 上校 (美国荣誉头衔)
上校是美國的一種榮譽頭銜。美國法律规定，美国各州州长有权向自己管辖的州境内的公民、雇员授予使用前缀敬语“尊敬的”（honorable）以及尊称“上校”的权利。名誉上校头衔的根源可追溯至殖民地至南北戰爭前时期（antebellum），当时地主阶级男性会被授予这种头衔，进而能够资助地方民兵，但并无实际指挥权。上校头衔略带贵族意味。